# Vorderasiatische Archäologie
Die Vorderasiatische Archäologie ist eine wissenschaftliche Disziplin, die sich auf Grundlage archäologischer Quellen mit der möglichst umfassenden Erforschung des Alten Orients befasst. Forschungsmethodisch steht sie der Ur- und Frühgeschichte nahe und behandelt einen Zeitraum von grob 10.000 Jahren, der spätestens mit der Ausbreitung des Islam im 7. Jahrhundert endet. Sie ist eng mit der Altorientalistik verknüpft und wird im englischen Sprachraum oft mit dieser zu den Ancient Near Eastern Studies zusammengefasst. Sie beschäftigt sich heute mit allen archäologisch fassbaren Spuren des Alten Orients, der Topographie, der Architektur, der Kunst und des täglichen Lebens. Das Alte Ägypten, das manchmal ebenfalls zum Alten Orient gezählt wird, hat eine eigene Forschungstradition und wird daher grundsätzlich eigenständig im Rahmen der Ägyptologie erforscht.
Die Vorderasiatische Archäologie entstand vor allem ab der Mitte des 19. Jahrhunderts, zunächst als Schatzsucherei im Auftrag der großen europäischen Museen. Im ausgehenden 19. Jahrhundert entwickelte sich daraus in einer Koevolution mit der Altorientalistik jedoch eine wissenschaftliche Disziplin, die auch an wissenschaftlichen Einrichtungen angesiedelt war und zunächst vor allem in Auseinandersetzungen mit der Theologie verwickelt war. Vor allem nach den beiden Weltkriegen kam es zu umfangreichen Forschungsarbeiten im Vorderen Orient, welche mit sich verfeinernden Methoden und neuen theoretischen Ansätzen einhergingen. Heute spielt vor allem der Aspekt der Rettung kulturellen Erbes eine große Rolle, während die archäologische Feldforschung sich zugleich vermehrt Problemen durch fehlende finanzielle Unterstützung und politische Schwierigkeiten im Kernforschungsgebiet ausgesetzt sieht, so dass heute vor allem auch in eher peripheren Regionen geforscht wird.
An deutschen Universitäten wurde die Vorderasiatische Archäologie seit 1948 fest in den Fächerkanon integriert, so dass dieses kleine Fach heute an zehn Universitäten im Bundesgebiet studiert werden kann. Wichtigste Forschungseinrichtung ist das Deutsche Archäologische Institut, welches eine eigene Abteilung für den Vorderen Orient hat. Daneben betätigen sich vor allem die Deutsche Forschungsgemeinschaft und die Deutsche Orient-Gesellschaft in der Finanzierung entsprechender Forschungsprojekte. In der Schweiz wurde 1982 an der Universität Bern der erste und bislang einzige Lehrstuhl für Vorderasiatische Archäologie eingerichtet. Weiterhin betreibt die Schweizerische Gesellschaft für Orientalische Altertumskunde Forschungen zum Alten Orient.
Da sich im Forschungsgebiet der Vorderasiatischen Archäologie mit dem Übergang zur Sesshaftigkeit und Nahrungsproduktion, der Entstehung von Städten und Staaten und der Schriftentstehung mehrere bemerkenswerte Entwicklungsschritte der Menschheit weltweit erstmals vollzogen, bezeichnet sich die Vorderasiatische Archäologie manchmal auch als „Archäologie der Anfänge“.

## Forschungsgegenstand

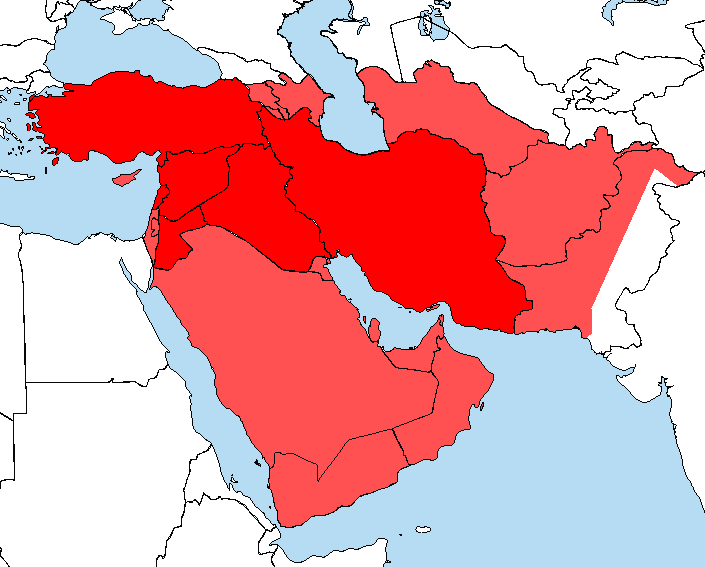
Forschungsraum

Die Vorderasiatische Archäologie erforscht gemeinsam mit der Altorientalistik die Geschichte des alten Vorderen Orients. Diese wird von der Vorderasiatischen Archäologie heute besonders unter kultur-, wirtschafts- und sozialgeschichtlichen Fragestellungen untersucht, während die Beschäftigung mit der Kunst des Vorderen Orients in den letzten 30 Jahren an Bedeutung verloren hat, obgleich sie auch weiterhin betrieben wird. Hinsichtlich der Definition des zu untersuchenden geographischen und zeitlichen Raumes existiert keine einheitliche Lehrmeinung.
Gemeinhin wird Mesopotamien (vor allem Irak und Teile Syriens) als das Kernarbeitsgebiet des Faches angesehen, auch zählt, spätestens seit den um die Jahrhundertwende begonnenen Grabungen in Troja und besonders auch in Ḫattuša, Anatolien, das die Hochkultur der Hethiter hervorgebracht hatte, zum Interessensgebiet. Unbestritten ist auch die Zugehörigkeit der östlichen Mittelmeerküste und Jordaniens sowie Irans und seiner Nachbarländer zum Fach. Das von allen Fachvertretern anerkannte (minimale) Forschungsgebiet reicht demnach von Schwarzem Meer, Kaukasus und Kaspischem Meer im Norden bis an den Nordrand der Syrisch-Arabischen Wüste im Süden sowie von den Ostküsten der Ägäis und des Mittelmeeres im Westen bis an den Ostrand des iranischen Hochlandes. Insbesondere der Ostrand des Forschungsgebietes wird von einigen Vorderasiatischen Archäologen bis in den mittleren Orient (um Afghanistan und Westpakistan) auf das Verbreitungsgebiet der Indus-Kultur ausgedehnt. Im Süden wird heute oft die gesamte arabische Halbinsel (Saudi-Arabien, Jemen, Oman) samt Golfanrainerstaaten (Vereinigte Arabische Emirate, Bahrain, Katar) zum Forschungsgebiet gezählt; einige Archäologen dehnen das Forschungsgebiet auch nach Norden auf Aserbaidschan und Turkmenistan und im Westen auf Zypern aus. Als maximaler Umfang des Forschungsgebietes werden deshalb die Gebiete zwischen Bosporus und Sinai-Halbinsel im Westen und dem Industal im Osten angegeben.
Ursache für diese Unterschiede in der Definition des geographischen Raumes sind Forschungsergebnisse der letzten Jahrzehnte, die zeigten, dass die Wechselwirkungen zwischen den Kerngebieten des Alten Orients und seinen Rand- sowie Nachbargebieten im Laufe der Jahrhunderte oft unterschiedlich ausgeprägt waren. Deshalb wurde dafür plädiert, den Alten Orient als keinen fest umrissenen Raum zu begreifen. Stattdessen habe es die Vorderasiatische Archäologie mit einem Gebilde von Regionen zu tun, die Anteil am Phänomen der vorderasiatischen Kultur hatten und deren Grenzen sich im Laufe der Zeit immer wieder verschoben.
Eine Sonderstellung nimmt Palästina ein, dessen Erforschung als Land der Bibel in einer eigenen Disziplin, der biblischen Archäologie, realisiert wird. Ihre Stellung in Bezug auf die Vorderasiatische Archäologie ist nicht endgültig geklärt. So wird sie von einigen Archäologen als Unterdisziplin der Vorderasiatischen Archäologie verstanden, während andere Wissenschaftler sie als unabhängige Disziplin neben der Vorderasiatischen Archäologie betrachten. Abhängig davon werden insbesondere der Staat Israel samt palästinensischer Autonomiegebiete dem Forschungsbereich der Vorderasiatischen Archäologie zugerechnet oder nicht.
Auch hinsichtlich des untersuchten Zeitraumes existieren unterschiedliche Auffassungen, so definierte 1971 Anton Moortgat die letzten drei vorchristlichen Jahrtausende als Gegenstand der Vorderasiatischen Archäologie. Üblicherweise ließ man den erforschten Zeitraum mit den Kriegen Alexanders gegen das Achämenidenreich (330–323 v. Chr.) enden. Eine wachsende Minderheit unter den Vorderasiatischen Archäologen möchte hingegen die gesamte vorislamische Periode einbeziehen und setzt das Ende des Forschungszeitraumes daher erst um 650 n. Chr. mit dem Untergang des Sassanidenreiches im Rahmen der islamischen Expansion an.
Hinsichtlich der unteren Zeitgrenze hat sich seit den 1970er Jahren eine deutliche Verschiebung abgezeichnet. Während noch Moortgat nur den Zeitraum, aus welchem Schriftquellen existieren (also ab ca. 3.000 v. Chr.), als Gegenstand der Vorderasiatischen Archäologie betrachtete und davorliegende Zeiten der Urgeschichte zuschrieb, wurde der erforschte Zeitraum inzwischen bis auf das präkeramische Neolithikum ausgedehnt. Vereinzelte Archäologen sehen sich auch für den zwei Millionen Jahre umfassenden Zeitraum der Altsteinzeit zuständig. Für den Forschungszeitraum der Vorderasiatischen Archäologie werden deshalb heute in aller Regel, abhängig von der jeweiligen Region, etwa 12.000 vor heute als Anfangspunkt und entweder 330–323 v. Chr. oder das 7. Jahrhundert n. Chr. als Endpunkt angegeben.

## Geschichte

### Vorläufer
Die Kulturen des Alten Orients gerieten nie völlig in Vergessenheit, was vor allem der Nennung vieler Namen im Alten Testament der Bibel und der Erwähnung durch antike Schriftsteller wie Herodot und Diodor geschuldet ist. Ihre Ruinen waren daher bereits im Mittelalter und in der frühen Neuzeit Ziele abendländischer Reisender, die sie in ihren Reiseberichten erwähnen. So berichtet etwa Benjamin von Tudela von den Überresten Babylons, das er im Rahmen seiner Asienreise (1160–1173) besuchte. Weitere Berichte stammen von Benjamin Rauwolff, der 1574 ebenfalls Babylon besuchte und von Pietro della Valle, der 1614 bis 1626 Mesopotamien, Persien und Indien bereiste. Carsten Niebuhr fertigte zwischen 1761 und 1767 Kopien der Keilinschriften von Persepolis an, die Georg Friedrich Grotefend später als Grundlage der Entzifferung der Keilschrift nutzte.

### Anfänge

Grabungsplan Bottas in Khorsabad

Die Vorderasiatische Archäologie als Wissenschaft entwickelte sich ab 1842, als unter Sir Austen Henry Layard besonders in Nimrud (Kalḫu), wo neben großen Bauwerken auch viele Alabastereliefs und monumentale Figuren (unter anderem der geflügelte Löwe) gefunden wurden, sowie in Ninive (Kujundschik), wo über 25.000 Tontafeln im Stadtgebiet verteilt gefunden wurden, frühe Ausgrabungen stattfanden. Ein Jahr später begann Paul-Émile Botta mit seinen Grabungen in Khorsabad (Dur Šarrukīn), wo er vor allem auf mehrere große Reliefs traf. 1849 identifizierte der Brite William Kennett Loftus mit Ur und Uruk (heute Warka) die wichtigsten Fundorte Südmesopotamiens. Diese frühe Forschungstätigkeit stand im generellen Rahmen des frühen europäischen Kolonialismus, durch welchen die Europäer in Kontakt mit fremden und auch alten Kulturen kamen. Dadurch erweiterte sich schlagartig auch die Kenntnis über den Alten Orient, der bislang kaum bekannt war. Dennoch waren die von den frühen Ausgräbern produzierten Daten äußerst dürftig, da sich die Tätigkeit vor allem auf die Suche nach ästhetischen und spektakulären Funden konzentrierte, während vor allem sozio-ökonomische Daten durch die mangelhafte Grabungstechnik zerstört wurden. Grabungen dieser Zeit wurden besonders von den großen Museen Europas organisiert, die sich durch spektakuläre Ausstellungsstücke gegenseitig zu übertrumpfen suchten. Die größten und berühmtesten dieser Museen sind der Louvre, das British Museum und die Berliner Museen.

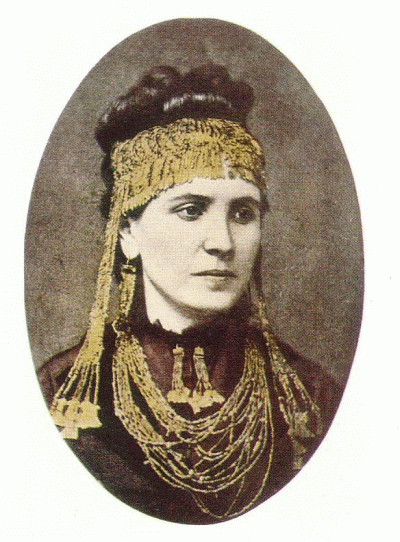
Schliemanns Frau Sophia trägt Goldschmuck, der bei Ausgrabungen ihres Mannes in Hisarlik (Troja) gefunden wurde

 Der wohl berühmteste Fund dieser Zeit war der von Heinrich Schliemann 1873 bei Ausgrabungen auf dem mit Troja identifizierten Tell Hisarlik gefundene „Schatz des Priamos“. In Mesopotamien wurden damals vor allem die Paläste der assyrischen Könige entdeckt und dann vor dem Hintergrund des Alten Testaments interpretiert. Jenseits der wenigen ergrabenen Stätten blieb das Gebiet des Alten Orients jedoch unberührt und daher unbekannt.
Vor 1880 kam es so auch zu keinem ernsthaften Versuch, eine Geschichte des Alten Orients zu schreiben, mit Ausnahme der Region Palästina. Geschichten Israels wie etwa Heinrich Ewalds Einleitung in die Geschichte des Volkes Israel von 1864 oder Julius Wellhausens Geschichte Israels von 1883 bezogen ihre Quellen allerdings ausschließlich aus der quellenkritischen Auseinandersetzung mit biblischen Texten sowie der Analyse mythischer und historischer Traditionen, während archäologische Ergebnisse, die etwa aus Charles Warrens Ausgrabungen in Jerusalem oder Flinders Petries Arbeiten in Tell el-Hesi stammten, durchweg unberücksichtigt blieben.
Die Archäologie selbst wurde besonders durch die damals populäre Denkrichtung des Evolutionismus bestimmt. Dies wird etwa bei Ernest Renan deutlich, der für den Alten Orient drei ethno-kulturelle Schichten (ähnlich der für Europa üblichen Einteilung in „Wilde“, „Barbaren“, „Zivilisation“) annahm:
1. Primitive (eher geologisch als historisch fassbar)
2. Kamiten und Altaier (reich an Material, aber keine geistigen Leistungen)
3. Arier und Semiten (ausgestattet mit geistigen Werten)

### Ausgestaltung der Wissenschaft

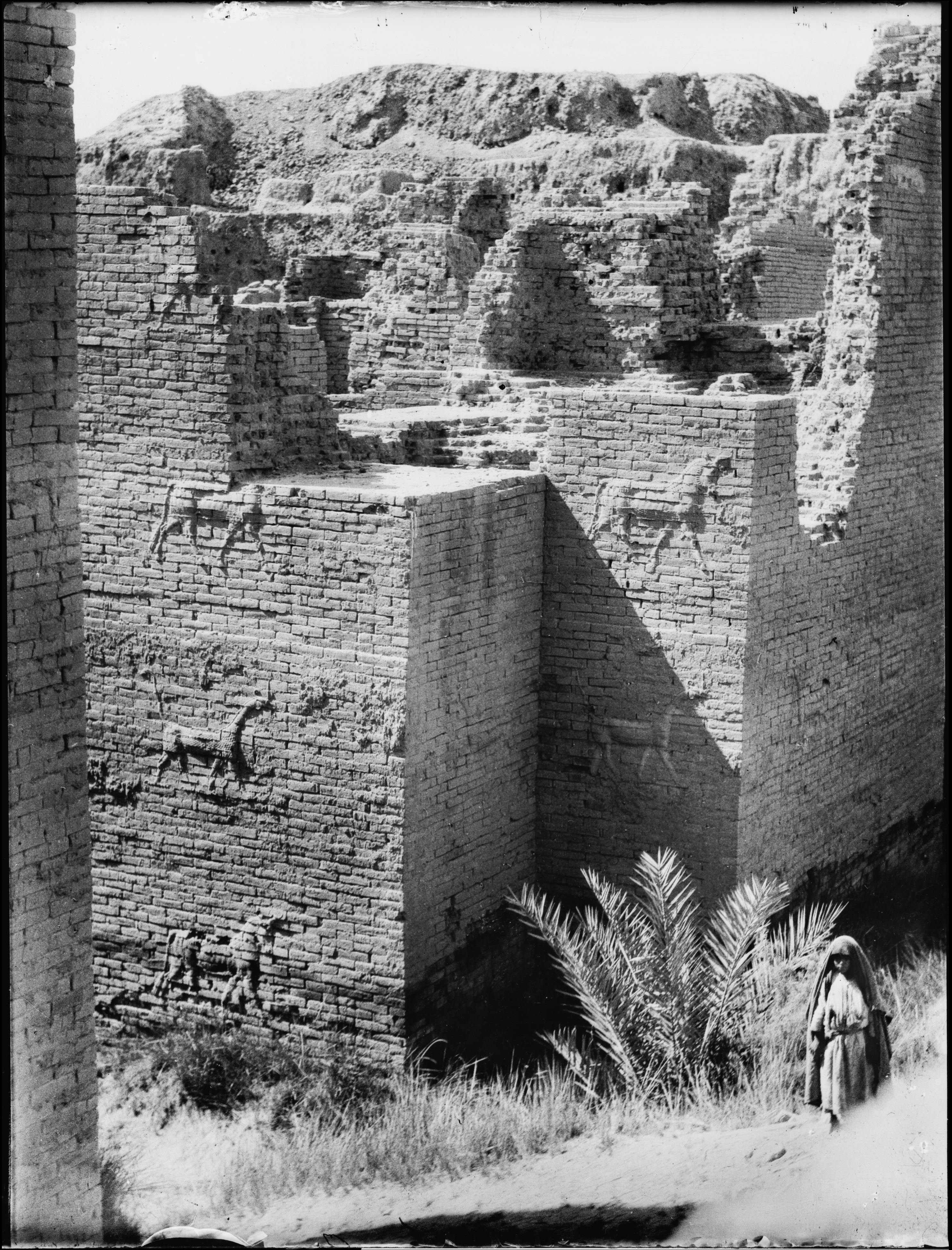
Überreste des Ištar-Tores nach der Grabungstätigkeit der Deutschen (1932)

In den letzten beiden Jahrzehnten des 19. Jahrhunderts kam es zu einer Erweiterung der Perspektive, die sich bislang stark auf die assyrische und babylonische Geschichte konzentrierte. So begann der Franzose Jacques de Morgan in Susa ab 1884 die Elamer zu erforschen, während in Südmesopotamien bei Großgrabungen in Tello (Girsu) durch Ernest de Sarzec (ab 1877) und in Nippur durch den Deutsch-Amerikaner Hermann Volrath Hilprecht (ab 1888) die kulturellen Zeugnisse der Sumerer entdeckt wurden. Erstmals hatten diese Grabungen auch die Aufdeckung größerer Bauzusammenhänge und die Bergung von keilschriftlichen Tontafeln zum Ziel. Anschließend wurden bei der Suche nach den Israeliten auch die Überreste von Philistern und Kanaanitern in Palästina identifiziert, schließlich 1906 die Hethiter durch Hugo Winckler in Boğazköy (Ḫattuša). Grabungen in Byblos durch Ernest Renan, in Zincirli (Samʼal) durch Carl Humann und in Tell Halaf (Guzana) durch Max von Oppenheim führten zur Erkenntnis, dass die altorientalischen Kulturen eng miteinander verflochten waren. Die Arbeiten in Tell Halaf förderten mit der Halaf-Keramik erstmals deutlich prähistorische Funde zu Tage, zu der sich kurze Zeit später die noch älteren Keramikfunde von Samarra gesellten. Bei einer kleineren Kampagne in Fāra (Šuruppak) wurden 1903 zudem sumerische Tontafeln entdeckt.
Zugleich begannen auch die Deutschen, als politisch-militärischer Partner des Osmanischen Reiches, sich in der Archäologie des Vorderen Orients zu engagieren. Ihr Einfluss wirkte sich zunächst auf die Altorientalistik aus, wo sich deutsche Forscher bereits seit den 1870er Jahren beteiligten, am Ende des Jahrhunderts, besonders nach dem Staatsbesuch Kaiser Wilhelms II. in Jerusalem und Konstantinopel, jedoch auch in der Archäologie. Während insbesondere Eberhard Schrader und seine Mitarbeiter die keilschriftliche Grammatik, Lexikografie und Philologie voranbrachten, führten die Arbeiten von Robert Koldewey in Babylon (1899–1917), wo er neben dem Ischtar-Tor, der Prozessionsstraße und dem Nebukadnezar-Palast auch Fundamente des Etemenanki fand, und seines ursprünglichen Mitarbeiters Walter Andrae in Aššur (1903–1914) zu einem grundsätzlichen Wandel in Methodik und Zielen der Ausgrabungen. Beide führten die ab 1890 von Flinders Petrie in Tell el-Hesi angewandte, auf den theoretischen Überlegungen Augustus Pitt Rivers und den Ergebnissen Schliemanns in Troja basierende, Methode der stratigrafischen Grabung erstmals im Vorderen Orient ein. Damit konnte die Vorderasiatische Archäologie erstmals in Raum und Zeit klar definierte Daten zur Geschichte liefern. Sowohl Koldewey als auch Andrae ließen keine Philologen an ihren Ausgrabungen direkt teilnehmen; sie verwendeten jedoch die Übersetzungen von Inschriften zur Altersdatierung von Gebäuden und ihren einzelnen Bauphasen.
Im Laufe des 19. Jahrhunderts entwickelten sich neben den Museen wissenschaftliche Gesellschaften, die sich der Erforschung des Alten Orients und der Verbreitung der so gewonnenen Kenntnisse verschrieben. Zu den Vorreitern gehören hier die Vorderasiatische Gesellschaft (1896), die Deutsche Orient-Gesellschaft (1898) und die American Schools of Oriental Research (1900). In den 1930er Jahren wurden dann von bestehenden Forschungsgesellschaften Abteilungen für die Erforschung des alten Orients gegründet.
In der Theorie der Archäologie wurde der Evolutionismus durch eine positivistische Geschichtsschreibung und Ethnographie ersetzt. Damit einher ging, auch bedingt durch die zahlreichen neuen Funde und Befunde, die grundsätzliche Abkehr von allgemeinen Modellen zugunsten der individuellen Untersuchung einzelner Kulturen, wobei auch der Kulturbegriff einen grundsätzlichen Bedeutungswandel erfuhr. Während er zuvor meist im Zusammenhang mit hoher Literatur und Geschichtsschreibung gebraucht wurde, bezeichnete er nunmehr technische und linguistische Einheiten. Dabei wurde in Deutschland besonders das Konzept des Kulturkreises, definiert durch Einheit von Rasse, Volk und Kultur, favorisiert, welches nun auch erste Versuche der Rekonstruktion von Migrationen erlaubte. In den USA hingegen wurde vor allem von Franz Boas eine rassische, geographische oder ökonomische Bestimmung von Kultur abgelehnt und stattdessen eher eine partikularistische Betrachtungsweise betont. Dies schlug sich in der anglo-amerikanischen Fachliteratur nieder, die zwar auch Annahmen über Rasse und Milieu vorwegschickte, dann jedoch stets eine detaillierte Beschreibung von Kultur (vor allem Ikonografie und Artefakte) sowie der politischen Geschichte folgen ließ. In Deutschland vollzog sich hingegen ein Bruch zwischen Altorientalistik und Archäologie, als Philologen wie Fritz Hommel (1885) und Hugo Winckler (1892) ihre Geschichtswerke – beide unter dem Titel Geschichte Babyloniens und Assyrien – schrieben, die Kultur allein an den hochschriftlichen Erzeugnissen von Literatur und Religion festmachten, um so die Geschichtsschreibung über den Alten Orient von der Archäologie abzugrenzen. In diesen Kontext gehört auch der Versuch Eduard Meyers eine Geschichte des Altertums (1884) zu schreiben, in welcher die altorientalische Geschichte mit der des klassischen Altertums verbunden werden sollte.
Um die Jahrhundertwende kam es schließlich zu heftigen Auseinandersetzungen um die panbabylonistische Theorie Hugo Wincklers und zeitgleich dazu zu dem von Friedrich Delitzsch ausgelösten Babel-Bibel-Streit, die vor allem zwischen Altorientalistik und biblischer Theologie ausgefochten wurden. In der Folge vollzog sich ein Bruch zwischen der Theologie und den Altertumswissenschaften des Alten Orients. So setzt etwa Archibald Henry Sayce den „ungesicherten und vorgefassten Folgerungen der Literar- und Quellenkritik“ den „Wert der objektiven und beweiskräftigen Monumente“ gegenüber. Auf der anderen Seite wurden im Kampf gegen die Wellhausen-Theorie höchstens vereinzelte Funde epigrafischer Natur berücksichtigt. Auch bei den damals aufkommenden Untersuchungen zum Verhältnis von Sumerern zu Semiten konzentrierte sich die Forschung, vor allem Eduard Meyer (1906), auf linguistische Ergebnisse, während Unterschiede in der materiellen Kultur zwischen beiden Bevölkerungsgruppen höchstens peripher Beachtung fanden.

### Zwischen den Weltkriegen
Nach dem Ersten Weltkrieg begann eine ganze Reihe großer Ausgrabungen etwa in Ur und Tall al-Uhaymir (Kiš). Bei einem Tiefschnitt in Uruk wurde die Schichtenabfolge bis in die Obed-Zeit untersucht, die zusammen mit einem weiteren Tiefschnitt in Tappa Gaura zur Erstellung der ersten verlässlichen Periodenabfolge für ganz Mesopotamien führte. Dabei wurden in Uruk Keilschrifttafeln gefunden, die zusammen mit weiteren Funden aus Fāra und Dschemdet Nasr zur Rückdatierung der Schriftentwicklung ins 4. Jahrtausend führten. Mit dem Ziel die Kenntnisse über das zweite Jahrtausend zu verbessern und die Periodenabfolge bis in das 6. Jahrtausend zu klären, führte Seton Lloyd zwischen 1940 und 1949 zusammen mit Faid Safar, Taha Baqir und Mohammad Ali Mustafa fünf Grabungskampagnen durch. Grabungen in Jorgan Tepe (Nuzi) durch Edward Chiera deckten mit dem Fund eines Tontafelarchivs eine weitere Schriftprovinz auf, die bislang unbekannt war. Henri Frankfort setzte damals erstmals die Idee der Regionalforschung um, als er ab Ende der 1920er Jahre im Diyala-Gebiet Ausgrabungen in Tell Asmar, Tutub (Ḫafāǧī), Tell Agreb und Iščali (Neribtum) durchführte.
Außerhalb Mesopotamiens wurde besonders der Iran erforscht wo in Persepolis und Pasargadae vor allem die Hinterlassenschaften der Achämeniden untersucht wurden, während ältere Perioden in Tepe Giyan, Tepe Hissar und Tepe Sialk Ziel der Arbeiten waren. Ab den 1930er Jahren begannen auch intensivere Arbeiten in Syrien und Türkei, wo Grabungen in Tell Hariri (Mari), Byblos, Raʾs Šamra (Ugarit), Tell Açana (Alalach), Alişar Höyük und Boğazköy stattfanden. Keramikfunde von Mersin ermöglichten einen Abgleich mit der Periodenabfolge Uruks über lange Strecken hinweg.
Seit der Zeit zwischen den Weltkriegen konnte sich die Vorderasiatische Archäologie als universitäres Fach etablieren. Damit traten dann akademische Fragestellungen bei Ausgrabungen in den Vordergrund, womit auch bisher eher unbekannte Regionen mehr Berücksichtigung fanden.
Die Trennung zwischen Archäologie und Philologie verschärfte sich zwischen 1920 und 1950 weiter, wobei die Geschichtsschreibung des Alten Orients vornehmlich dem Kompetenzbereich der Philologen zugerechnet wurde. Nur wenige Gelehrte versuchten beide Richtungen miteinander zu vereinen, der prominenteste unter ihnen ist Albrecht Alt, dessen „Territorialgeschichte“ sich mit israelitischen Siedlungen in Palästina beschäftigte und dabei Erkenntnisse aus Texten und der Archäologie miteinander kombinierte.
Innerhalb der Archäologie kamen zwei neue Methoden auf. Einerseits führte vor allem der Einsatz von lokalen Arbeitskräften dazu, dass die Wheeler-Kenyon Methode zunehmend zum Einsatz kam, andererseits ermöglichten Surveys erstmals das Erfassen und Datieren von hunderten Fundorten, ohne dass diese ausgegraben werden mussten. Vor allem Nelson Glueck (1934/35) führte extensive, wenn auch grobe Surveys in Obermesopotamien und Transjordanien durch.
Außerhalb Palästinas nahm die historische Interpretation archäologischer Daten eigene Wege. So ermöglichte die stratigrafische Untersuchung der Keramik und Artefakte erstmals das Nachvollziehen ihrer technischen und stilistischen Entwicklung. Die stilistische Analyse der Keramik begann nun ähnliche Keramiktypen in materielle Kulturen zusammenzufassen, die anschließend mit Ethnien identifiziert und zur Erklärung von Wandel als Migration genutzt wurden. Zugleich bedingte dies vor allem bei sowjetischen Archäologen eine Rückkehr zu den Ideen des Evolutionismus, ebenso aber auch bei Vere Gordon Childe, der für die wichtigsten historischen Phänomene die Begriffe Neolithische Revolution und Urbane Revolution prägte. Vor diesem Hintergrund kam es zu weiteren Neuerungen in der Archäologie, wie der Ausgrabung großer Städte (vor allem Ur, Uruk, Mari und Ugarit), der Beachtung von Ergebnissen der Paläobotanik und Paläozoologie und den Untersuchungen von Ausbreitungstendenzen.
Die sich so ergebenden neuen Potenziale der Archäologie blieben in der weiterhin textorientierten Geschichtsschreibung, besonders der Deutschen von Wolfram von Soden, vorerst weiterhin unberücksichtigt. Die Untersuchung des Alten Orients geschah damals aus einem dediziert eurozentrischen Blickwinkel. So wurden besonders von Paul Koschaker, Julius Georg Lautner und Mariano San Nicolò Konzepte der Romanistik auf die Untersuchung keilschriftlicher Texte angewandt. Im selben Stil wandte Fritz Moritz Heichelheim (1938) in seiner Wirtschaftsgeschichte des Altertums moderne Konzepte wie Preise, Kreditwesen und Marktwirtschaft auf die Ökonomie des Alten Orients an. Max Weber bemerkte 1922 beispielsweise, dass der despotische Alte Orient keine „Stadt“ gekannt habe, da es beispielsweise keine Demokratie gegeben habe, die die Antiken Städte wie besonders die griechische Polis ausgemacht hätte. Eine große Ausnahme stellt das bereits 1920 veröffentlichte Werk Sumerische Tempelstadt von Anna Schneider dar, welches Modelle eines Indianerdorfes zur Untersuchung altorientalischer Orte anwandte, in der übrigen Fachliteratur hinsichtlich seines Inhaltes jedoch keine Berücksichtigung fand.
Diese eurozentrische Geschichtsschreibung überließ die Untersuchung der materiellen Kultur der Archäologie und Urgeschichte und schuf damit die klare Trennung zwischen Geschichte und Vorgeschichte, die sich am Vorhandensein von schriftlicher Überlieferung orientierte.

### Multipolarismus und Neo-Evolutionismus
In den 1950er und 1960er Jahren, im Rahmen der Dekolonisation kam es in der Altertumswissenschaft des Orients erneut zu Veränderungen. Diese setzten jedoch nur sehr allmählich ein, wie die beiden großen, kollektiven historischen Werke der 60er Jahre zeigen: die zweite Auflage der Cambridge Ancient History und die Fischer Weltgeschichte – beide ausschließliches Produkt der Philologie, deren Kenntnisstand vom Vorhandensein entsprechender Textquellen abhängt und somit zwangsläufig fragmentarisch und episodenhaft ist. Auch die wichtigste Monographien dieser Zeit  John Anthony Brinkmanns A political history of post-kassite Babylonia 1158–722 b. C. (1968) und Evelyn Klengel-Brandt (ab 1965) standen noch in alter Tradition.
Der Gesinnungswandel ging von westlichen Wissenschaftlern aus, nicht zuletzt, da die Gelehrten der inzwischen unabhängig gewordenen Staaten des Nahen Ostens sich weniger für die Geschichte ihres Landes vor der Islamischen Zeit interessierten und generell eher touristische und politische Ziele verfolgten. Einen wichtigen Beitrag lieferte hier der Marxismus, der in den 1960er Jahren in seiner kritischen Form auch außerhalb des Ostblocks viel Zuspruch gewann. Er bot das nötige konzeptionelle Handwerkszeug, um sozio-ökonomische Zusammenhänge und ihren Wandel im Laufe der Geschichte zu untersuchen. Insbesondere kritische Marxisten entwickelten neue ökonomische Modelle, die nun auch zu historischen Daten passten. Daneben hielten während der 1960er Jahre weitere nicht-eurozentrische Denkansätze, wie etwa Karl Polanyis Wirtschaftslehre und Marcel Mauss’ Tauschtheorie, Einzug. Sie konnten sich jedoch nicht durchsetzen. Die jüngere Anthropologie fand hingegen besonders bei der Untersuchung von Nomadismus Anwendung, etwa bei John Tracy Lukes Arbeiten zu nomadisierenden Viehzüchterstämmen von Mari und bei Michael B. Rowtons Artikeln über den Nomadismus im Alten Orient allgemein.
Dieser Übergang in der Geschichtsschreibung von einer rein politischen Historiografie hin zu einer eher umfassenden Geschichte führte dazu, dass nun auch die Ergebnisse der Archäologie mehr Berücksichtigung fanden. Die Archäologie ihrerseits verschrieb sich in der Nachkriegszeit vor allem der Überprüfung der neo-evolutionistischen Thesen. So versuchte Robert John Braidwood (1974) mit seinen Grabungen in Jarmo die Theorie Childes einer Neolithischen Revolution zu beweisen. Während dabei deutlich wurde, dass die Annahme, nahrungsproduzierende Lebensweise, Dauerseßhaftigkeit und Keramikherstellung seien gleichzeitig entstanden, sich abzulösen begann, bestätigte Braidwood den revolutionären Charakter der Veränderung und versah die aufeinanderfolgenden Phasen entsprechend auch mit Namen. Braidwood, der davon ausging, dass klimatische Faktoren keine Ursache für Wandel darstellten (was durch neuere Befunde in den 1980er Jahren widerlegt werden konnte), erreichte mit seinen Grabungen die Nahtstelle zwischen nahrungsaneignender und nahrungsproduzierender Wirtschaftsweise nicht. Dies gelang erst mit den Ausgrabungen in Çayönü zwischen 1964 und 1991, seit 1986 unter Leitung von Mehmet Özdogan. In der Absicht Childes Theorie der Urbanen Revolution als auch Karl August Wittfogels Konzept der hydraulischen Gesellschaften zu belegen, führte Robert MacCormick Adams gemeinsam mit Hans J. Nissen ab 1965 mehrere Surveys in Mesopotamien durch. Ab den 1960er Jahren kamen zudem auch geographische Modelle in Gebrauch, vor allem das System der zentralen Orte von Walter Christaller, die weitere Berührungspunkte zwischen Archäologie und Historie boten.
In der englischsprachigen Literatur fand ab den 1960er Jahren der Ansatz der New Archaeology als ahistorischer Ansatz viel Resonanz, während er in Deutschland nur am Rande diskutiert wurde. Ausgehend von den Archäologen der University of Chicago gewannen auch naturwissenschaftliche Methoden an Bedeutung für die Vorderasiatische Archäologie, während auch der ökologische und der regionale Ansatz zunehmend Beachtung fanden. Dies geschah gleichzeitig zum wachsenden Interesse der Altorientalistik als philologischer Disziplin an den unzähligen keilschriftlichen Wirtschaftstexten. So entstanden 1968 die Werke Palmeraies et cultures de l'Eanna d'Uruk (559 - 520) von Denise Cocquerillat und Studies in the ancient history of Northern Iraq von David Oates, die sowohl textliche, als auch archäologische und naturwissenschaftliche Ergebnisse nutzten, um eine territoriale und sozioökonomische Geschichte zu schreiben.
Andere Altorientalisten lehnten demgegenüber eine Berücksichtigung archäologischer Daten weiter ab. Sowohl die Adolf Leo Oppenheim 1967 veröffentlichten Überlegungen zu Palast und Tempel als auch die Ignace Gelbs zur Oikoswirtschaft gründeten ausschließlich auf Textquellen. Im selben Jahr versuchte Igor Michailowitsch Djakonow Verbindungen zu Ergebnissen der sowjetischen Forschung zu knüpfen. Insgesamt blieben die Kooperationsversuche zwischen Archäologen und Philologen in den 1960er und 1970er Jahren die Ausnahme.
In der biblischen Archäologie wurde unterdessen der alte Konflikt zwischen biblischer Theologie und Archäologie neu entfacht, als William Foxwell Albright gegen die deutschen Exegeten Albrecht Alt und Martin Noth Argumente vorbrachte, die bereits ein halbes Jahrhundert zuvor von Sayce gegenüber Wellhausen geäußert wurden. Daneben sorgte erst 1977 die Feststellung Fritz W. Kramers, dass materielle Kulturen nicht mit historischen Völkern gleichsetzbar sind, dafür, dass das alte Ziel, biblische Namen mit archäologischen Kulturen zu identifizieren, nach und nach aufgegeben wurde. Die akribische Aufmerksamkeit, die die biblische Archäologie den Verbindungen zwischen Text und Funden widmete, führte in diesem Fach jedoch dazu, dass die Geschichtsschreibung Israels von vornherein eine integrierte Blickweise auf die verschiedenen Arten von Daten hatte. Aus diesem Grund ist die Rekonstruktion der Geschichte Israels wohl auch die am weitesten fortgeschrittene im gesamten Nahen Osten.

### Neuere Trends
Ab Mitte der 1970er Jahre kamen wieder neue Richtungen in der Vorderasiatischen Archäologie auf. Zu diesen gehört der Multipolarismus, welcher im Gegensatz zum Evolutionismus die Pluralität möglicher Wandlungsprozesse und der Interaktionen zwischen Zentren und Peripherie betont. So wurde etwa die Idee einer Urbanen Revolution als Wendepunkt in der Weltgeschichte durch eine Pluralität von Einzelfällen ersetzt, die zu großen Teilen als jeweils ursprünglich betrachtet werden, um Anflüge von Diffusionismus und Hierarchie mit ihrer Implikation der Existenz eines einzelnen Zentrums zu vermeiden. Auf ähnliche Weise wurde auch das Konzept der Neolithischen Revolution durch einen prozessualen Ansatz abgelöst.
Daneben fanden auch Themen wie ungleicher Austausch, die bereits seit den 1960ern im Rahmen des Marxismus formuliert wurden, in ihrer entideologisierten Form des Weltsystems (z. B. bei Guillermo Algaze), der Frontier Studies oder des Zentrum-Peripherie-Modells Eingang in die Diskussionen der Vorderasiatischen Archäologie. Diese Ansätze, die die Existenz mehrerer Zentren betonen, wurden gefördert durch die Entdeckung von Hochkulturen in eher marginalen Regionen, wie beispielsweise in Ebla. Zugleich änderte sich das Forschungsinteresse, das sich nun nicht mehr allein auf Monumentalbauwerke oder Städte beschränkte, sondern auch einfache Häuser und Dörfer im Sinne einer umfassenderen und komplexeren Historiografie in den Blick nahm.
Mit den Fall der Sowjetunion ging ein Niedergang der Ideologien einher, der bei einigen Fachvertretern auch eine implizite Rückkehr zur New Archaeology bedingte. So wurden etwa Modelle erstellt und per Computersimulationen überprüft, die jedoch nicht den Anspruch einer historischen Rekonstruktion haben. Auch jüngere geographische Modelle sowie systemische Überlegungen zu Komplexität und Kollaps wurden beispielsweise von Norman Yoffee und Joseph A. Tainter angestellt.Vorderasiatisch
Die Archäologie entwickelte sich unterdessen zunehmend zu einer rettenden Tätigkeit, da Dammbauten, die Erschließung von Ölfeldern, Städtewachstum, Straßenbau, motorisierte Landwirtschaft und nicht zuletzt militärische Aktivitäten die historische Landschaft unwiederbringlich zu zerstören begannen. Die Entwicklung neuer High-Tech-Methoden, besonders der Bodenfernerkundung, ermöglichten dabei die schnelle und effektive Sicherung vieler grundlegender Daten.
Seit der Jahrtausendwende finden, bedingt durch die weltpolitische Situation, kaum noch Ausgrabungen in Mesopotamien (d. h. im Irak), dem eigentlichen Kerngebiet der Vorderasiatischen Archäologie, statt, während der bisherigen Peripherie mehr Aufmerksamkeit geschenkt wird.

## Datengrundlage
Da der Gegenstandsbereich der Vorderasiatischen Archäologie heute mit den präkeramischen Neolithikum beginnt, existieren für einen Zeitraum von rund 6.000 Jahren ausnahmslos schriftlose Zeugnisse als Quellen. Aber auch nach der Erfindung der Schrift hat diese über einen Zeitraum von mehreren Jahrhunderten nur einen sehr begrenzten historischen Wert, ungeachtet der Tatsache, dass sie nicht in allen Regionen des Alten Orients zugleich in Gebrauch kam. Für den größten Teil des erforschten Raumes bezieht sich die Vorderasiatische Archäologie somit auf materielle Hinterlassenschaften, also Funde und Befunde. Da sich die Vorderasiatische Archäologie stark für die Siedlungsforschung interessiert, haben Baustrukturen und Architekturreste aus allen Zeiten einen besonders hohen Stellenwert. Auch der Keramik wird eine hohe Bedeutung zugemessen, da sie zur Datierung von Befunden und bedingt zur Zuweisung von Kulturen genutzt wird. Ab etwa 3.500 traten im Alten Orient verschiedene Bildwerke auf, die grob in Glyptik, Flachbild und Rundbild unterteilt werden, wobei Ersterer besondere Aufmerksamkeit zukommt. Diese zentrale Stellung nimmt die Glyptik ein, da Siegel in allen Zeiten und Räumen des Alten Orients in großer Zahl in Gebrauch waren, während Flach- und Rundbild eher vorübergehende lokale Erscheinungen sind. Damit bietet sich anhand der Glyptik nicht nur die Möglichkeit, Befunde einzelnen Kulturen zuzuschreiben, sondern auch die Stil- und Motivgeschichte des Alten Orients nachzuzeichnen ebenso auf Basis der Darstellungen religionshistorische Untersuchungen anzustellen.
Ab dem 3. Jahrtausend v. Chr. stehen zunehmend auch schriftliche Quellen zur Erforschung der Geschichte des Alten Orients zur Verfügung. Eine besondere Bedeutung kommt hierbei dem Kerngebiet des Faches, Mesopotamien, zu, das seit den archaischen Texten aus Uruk über eine durchgehende und reiche schriftliche Tradition verfügt. Bis in die Mitte des 3. Jahrtausend handelt es sich dabei fast ausschließlich um die Aufzeichnung wirtschaftlicher Gegebenheiten, die auch in späteren Zeiten noch insgesamt 90 % des überlieferten Textkorpus ausmachen und deren Kontext für die frühe Zeiten heute nicht mehr rekonstruierbar ist. Daneben gibt es auch schon aus sehr früher Zeit schriftliche Fixierungen von Weiheformeln. Erst ab etwa 2.500 wurde die Schrift auch zur Aufzeichnung komplexer, historischer Sachverhalte genutzt, auch wenn diese frühe Schrift für uns kaum lesbar ist.
Mit der Erforschung der schriftlichen Hinterlassenschaften beschäftigt sich jedoch vorrangig die Altorientalistik als Nachbardisziplin der Vorderasiatischen Archäologie. Da für den Alten Orient, anders als etwa für die klassische Antike, keine Dreiteilung der Disziplinen in Archäologie, Philologie und Historie vorliegt, übernimmt die Altorientalistik gemeinsam mit der Vorderasiatischen Archäologie die Rekonstruktion der Geschichte.

## Konzeptionelle Grundlagen
Da sich die Erörterung von Grundfragen und Grundlagen in der Vorderasiatischen Archäologie vor allem auf die Methodik der Ausgrabungen beschränkt, existiert nahezu keine systematische Bestimmung der Vorderasiatischen Archäologie als Wissenschaft, mit der Folge, dass ihre konzeptionellen Grundlagen nur grob umrissen werden können.
Die letzte derartige wissenschaftliche Einordnung der Vorderasiatischen Archäologie findet sich in der jüngsten Einführung in das Fach von 1971 und gilt heute als weitestgehend überholt. Moortgat, der selbst klassische Archäologie studiert hatte, verstand in diesem Werk die Vorderasiatische Archäologie als Wissenschaft von den antiken Kunstdenkmälern Vorderasiens, also als Kunstgeschichte des Alten Orients, womit er das Fach zwischen der Ikonographie und der Stilanalyse ansiedelte.
Heute wird die altorientalische Kunst noch immer bzw. wieder intensiv diskutiert, stellen Bildwerke doch einen erheblichen Teil des Quellenmaterials dar. So dient die Kunst einerseits, etwa bei Rainer Czichon als Ausgangspunkt für kunsthistorische Überlegungen, während andererseits diskutiert wird, inwiefern das Konzept „Kunst“ überhaupt auf den alten Orient angewandt werden kann. Mit Letzterem beschäftigt sich vor allem Hartmut Kühne, der den Kunstbegriff erst für die späte Uruk-Zeit anwendet, da die Kunstwerke dieser Zeit im Vergleich zu den eher vereinzelt auftretenden Zeugnissen bildnerischen Gestaltens einen „dialektischen Sprung“ darstellen würden. Kühne ordnet die kunstgeschichtliche Betrachtungsweise der Vorderasiatischen Archäologie in die Ikonologie im Sinne Erwin Panofskys ein.
Trotz dieser erneuten Beschäftigung mit Bildwerken liegt der Schwerpunkt der Forschungsarbeit auf sozial- und wirtschaftsgeschichtlichen Gegebenheiten, eine internationale Tendenz, die Hans J. Nissen nach der Übernahme von Moortgats Lehrstuhl 1971 in Deutschland populär werden ließ. In ihrer theoretisch-methodischen Ausrichtung entspricht die Vorderasiatische Archäologie dabei dem Fach der Ur- und Frühgeschichte mit Ausnahme der Bereiche Kunst- und Bauforschung.
Bemühungen das methodische Spektrum zu erweitern führten zur Einführung des analogischen Deutens, was in Deutschland vor allem von Peter Pfälzner eingesetzt wird, der vorderasiatische Befunde anhand ethnoarchäologischer Beobachtungen in Westafrika zu interpretieren versucht.

## Situation der Wissenschaft im deutsch-, niederländisch- und englischsprachigen Raum
Obwohl sich insbesondere die Deutschen bereits seit Ende des 19. Jahrhunderts stark in der Erforschung des Alten Orients engagierten, wurde die erste Professur erst 1918 für Ernst Herzfeld in Berlin eingerichtet, gefolgt 1937 von Eckhard Unger; diese wurde seit 1948 durch das Ordinariat für Vorderasiatische Archäologie an der Freien Universität Berlin mit Anton Moortgat fortgesetzt. Das zweite Ordinariat wurde 1964 an der Universität München in München eingerichtet.
Heute ist das Fach an zehn Universitäten in Deutschland vertreten:
- am Institut für Vorderasiatische Archäologie der Freien Universität Berlin durch Reinhard Bernbeck, Dominik Bonatz, Elisa Roßberger (Explorative Visual Archaeology of the Ancient Near East), Hartmut Kühne und Susan Pollock
- am Institut für Archäologische Wissenschaften, Abteilung Vorderasiatische und Klassische Archäologie der Universität Frankfurt durch Dirk Wicke
- am Orientalischen Seminar, Bereich Vorderasiatische Archäologie der Universität Freiburg durch Ivana Puljiz
- am Institut für Orientalische Archäologie und Kunst der Universität Halle durch Felix Blocher
- am Institut für Ur- und Frühgeschichte und Vorderasiatische Archäologie (ZAW) der Universität Heidelberg durch Aaron W. Schmitt
- am Institut für Altertumswissenschaft, Arbeitsbereich Vorderasiatische Archäologie der Universität Mainz durch Alexander Pruß
- am Institut für Vorderasiatische Archäologie im Department für Kulturwissenschaften und Altertumskunde der Universität München durch Adelheid Otto
- am Institut für Altorientalische Philologie und Vorderasiatische Altertumskunde der Universität Münster durch Florian Janoscha Kreppner
- am Institut für die Kulturen des Alten Orients, Bereich Vorderasiatische Archäologie der Universität Tübingen durch Peter Pfälzner
- am Institut für Altertumswissenschaften, Lehrstuhl für Altorientalistik der Universität Würzburg durch Martin Gruber und Stephanie Döpper

Hinzu kommt seit 2009 noch die Professur für die Archäologie der altmediterranen Kulturen und ihrer Beziehungen zur vorderasiatisch-ägyptischen Welt an der Universität Konstanz, die derzeit von dem Vorderasiatischen Archäologen Stefan R. Hauser bekleidet wird.
Neben den Universitäten ist das Deutsche Archäologische Institut mit seiner Orient-Abteilung die wichtigste Einrichtung zur Erforschung des Vorderen Orients mit Projekten in allen nahöstlichen Ländern. Hauptfinanziator solcher Projekte sind die Deutsche Forschungsgemeinschaft und besonders die Deutsche Orient-Gesellschaft, wobei letztere seit dem Zweiten Weltkrieg keine Grabungsprojekte mehr in Eigenregie durchführt und auch stark in der Altorientalistik integriert ist.
In Österreich wird das Fach am Institut für Alte Geschichte und Altorientalistik, im Fachbereich Vorderasiatische Archäologie an der Universität Innsbruck ohne eigene Professur gelehrt und erforscht.
In der Schweiz wird die Vorderasiatische Archäologie am Institut für Archäologische Wissenschaften, Abteilung für Vorderasiatische Archäologie, der Universität Bern durch Mirko Novák vertreten. Forschungen zum Alten Orient werden zudem von der Schweizerischen Gesellschaft für Orientalische Altertumskunde durchgeführt.
In den Niederlanden kann man Vorderasiatische Archäologie an zwei Orten auf Englisch studieren:
- am Amsterdam Centre for Ancient Studies and Archaeology (ACASA) der Vrije Universiteit Amsterdam und Universiteit van Amsterdam
- an der Faculty of Archaeology, Abteilung Archaeology of the Near East der Universität Leiden unter der Leitung von Peter Akkermans (Neolithische, Chalkolithische, und Bronzezeitliche Archäologie) und Jürgen Zangenberg (Biblische, Hellenistische, und Frühchristliche Archäologie)

Deutlich besser ist die Vorderasiatische Archäologie in den USA etabliert, wo seit 1900 die American Society of Overseas Research (ASOR, bis 2021 American Schools of Oriental Research) entsprechende Projekte fördert. Entsprechende Fachvertreter finden sich an vielen Universitäten, oft in Instituten für Alte Geschichte, Anthropologie oder Theologie. Große Forschungsprojekte werden vor allem vom Institute for the Study of Ancient Cultures, West Asia & North Africa (ISAC, bis 2023 Oriental Institute) der University of Chicago durchgeführt, aber auch die Universitäten der Ivy League bieten in der Regel entsprechende Studiengänge an. Parallel gestaltet sich die Situation in Großbritannien, wo vor allem die Universitäten Oxford und Cambridge sowie das University College London entsprechende Abschlüsse anbieten.